# Кольмар
Кольма́р (фр. Colmar [kɔlmaʁ], эльз. Colmer [ˈkolmər]) — третий по размеру и численности населения город в Эльзасе, коммуна на северо-востоке Франции в регионе Гранд-Эст (бывший Эльзас — Шампань — Арденны — Лотарингия), департамент Верхний Рейн, округ Кольмар — Рибовилле, кантоны Кольмар-1 и Кольмар-2. Административный центр (префектура) департамента Верхний Рейн. До марта 2015 года коммуна являлась административным центром одноимённого округа и упразднённых кантонов Кольмар-Нор и Кольмар-Сюд.

## История
- В 823 году первое летописное упоминание как королевское владение, под названием Columbarium (Голубятня);
- Начало XIII века — строительство укреплений;
- С 1226 года Вольный имперский город (Freie Reichsstadt);
- 1360: городской совет передаёт власть цехам;
- XIV век Кольмар присоединяется к союзу десяти городов (фр. Décapole, нем. Zehnstädtebund);
- XIV век/XV век: в Кольмаре образуется важная школа Мейстерзанга[10], нем. Meistersinger, также Meistersänger; фр. Maître chanteur;
- В 1673 году войска Людовика XIV занимают Кольмар;
- В 1679 году по Нимвегенскому договору, от 5 февраля 1679 года, Кольмар присоединён к Франции и становится центром уполномоченного эльзасского совета (Conseil souverain d’Alsace, Ratsversammlung der Provinz Elsaß);
- 1791: Управление департамента Верхний Рейн;
- XIX век: промышленная революция образование текстильного промышленного ядра Кольмара;
- В 1871 году аннексия Германской империей в результате франко-прусской войны;
- 10—22 ноября 1918 года: Эльзасская Советская Республика;
- 22 ноября 1918 года восстановление юрисдикции Франции.

## Географическое положение
Город расположен на равнинной местности, на реке Лош (Лаух, Lauch), примерно 20 км к западу от Рейна, посередине между Базелем (60 км) и Страсбургом (65 км). Префектура департамента Верхний Рейн, а также апелляционный суд Эльзаса (Cour d’appel de Colmar) находятся в Кольмаре.
Площадь коммуны — 66,57 км², население — 65 713 человек (2006) с тенденцией к росту: 67 257 человек (2012), плотность населения — 1010,3 чел/км².

## Население
Численность населения коммуны в 2011 году составляла 67 409 человек, а в 2012 году — 67 257 человек.
| 1962   | 1968   | 1975   | 1982   | 1990   | 1999   | 2006   | 2011   | 2012   |
| ------ | ------ | ------ | ------ | ------ | ------ | ------ | ------ | ------ |
| 52 355 | 59 550 | 64 771 | 62 483 | 63 498 | 65 136 | 65 713 | 67 409 | 67 257 |

Динамика населения:

## Экономика
В 2010 году из 44 733 человек трудоспособного возраста (от 15 до 64 лет) 33048 были экономически активными, 11 685 — неактивными (показатель активности 73,9 %, в 1999 году — 72,8 %). Из 33 048 активных трудоспособных жителей работали 27 607 человек (14 561 мужчина и 13 046 женщин), 5441 числились безработными (2739 мужчин и 2702 женщины). Среди 11 685 трудоспособных неактивных граждан 4012 были учениками либо студентами, 3190 — пенсионерами, а ещё 4483 — были неактивны в силу других причин.
На протяжении 2011 года в коммуне числилось 29 532 облагаемых налогом домохозяйства, в которых проживало 62 855,5 человек. При этом медиана доходов составила 17 645 евро на одного налогоплательщика.

## Международные отношения

### Города-побратимы
- Лукка, Италия (1962)
- Шонгау, Германия (1962)
- Синт-Никлас, Бельгия (1962)
- Эбингдон, Великобритания (1978)
- Айзенштадт, Австрия (1983)
- Принстон, США (1986)
- Дьёр, Венгрия (1993)
- Тольятти, Россия (1995)

### Города-партнёры
- Лимбе, Камерун (2007)

## Достопримечательности

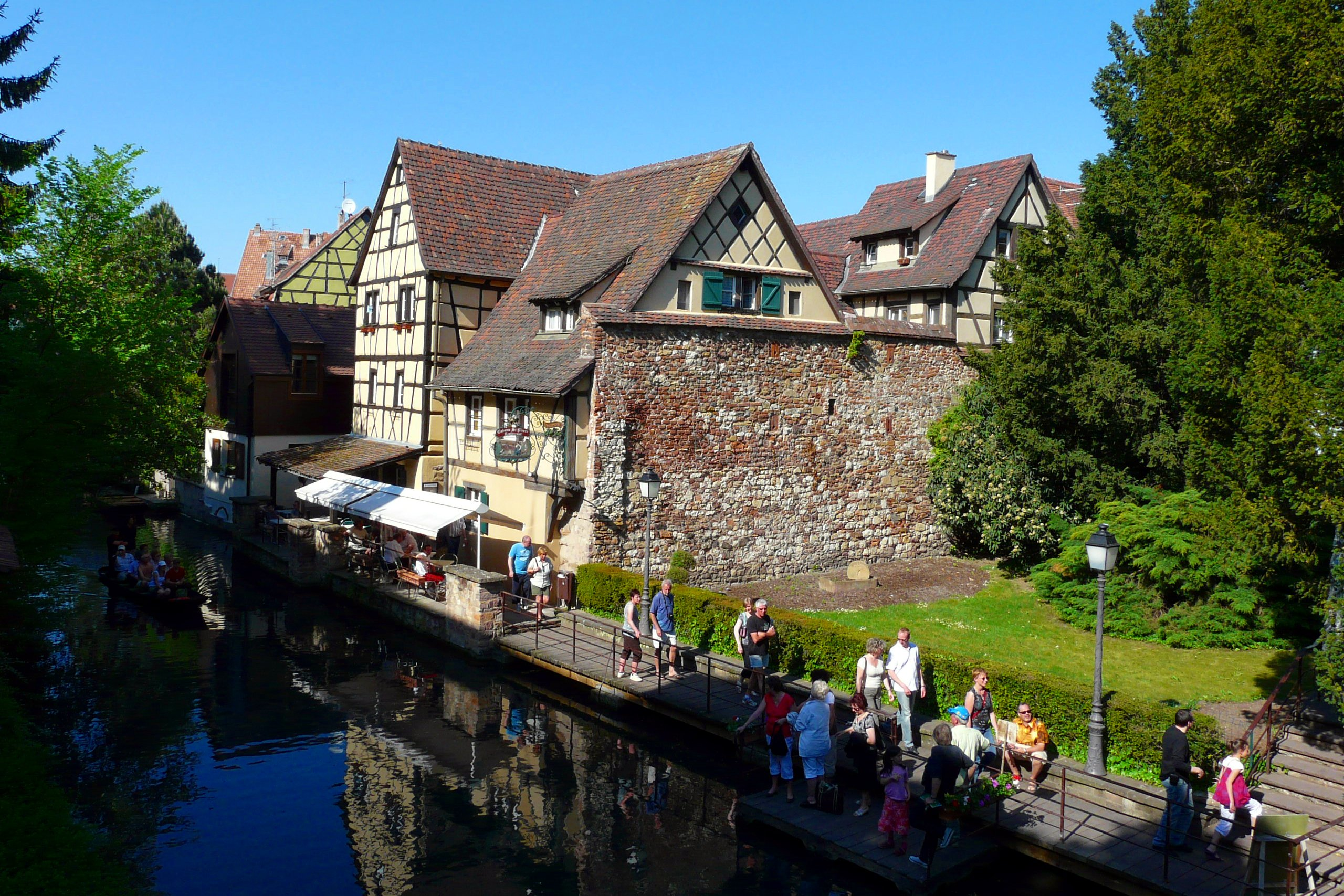
«Маленькая Венеция» — район Кольмара

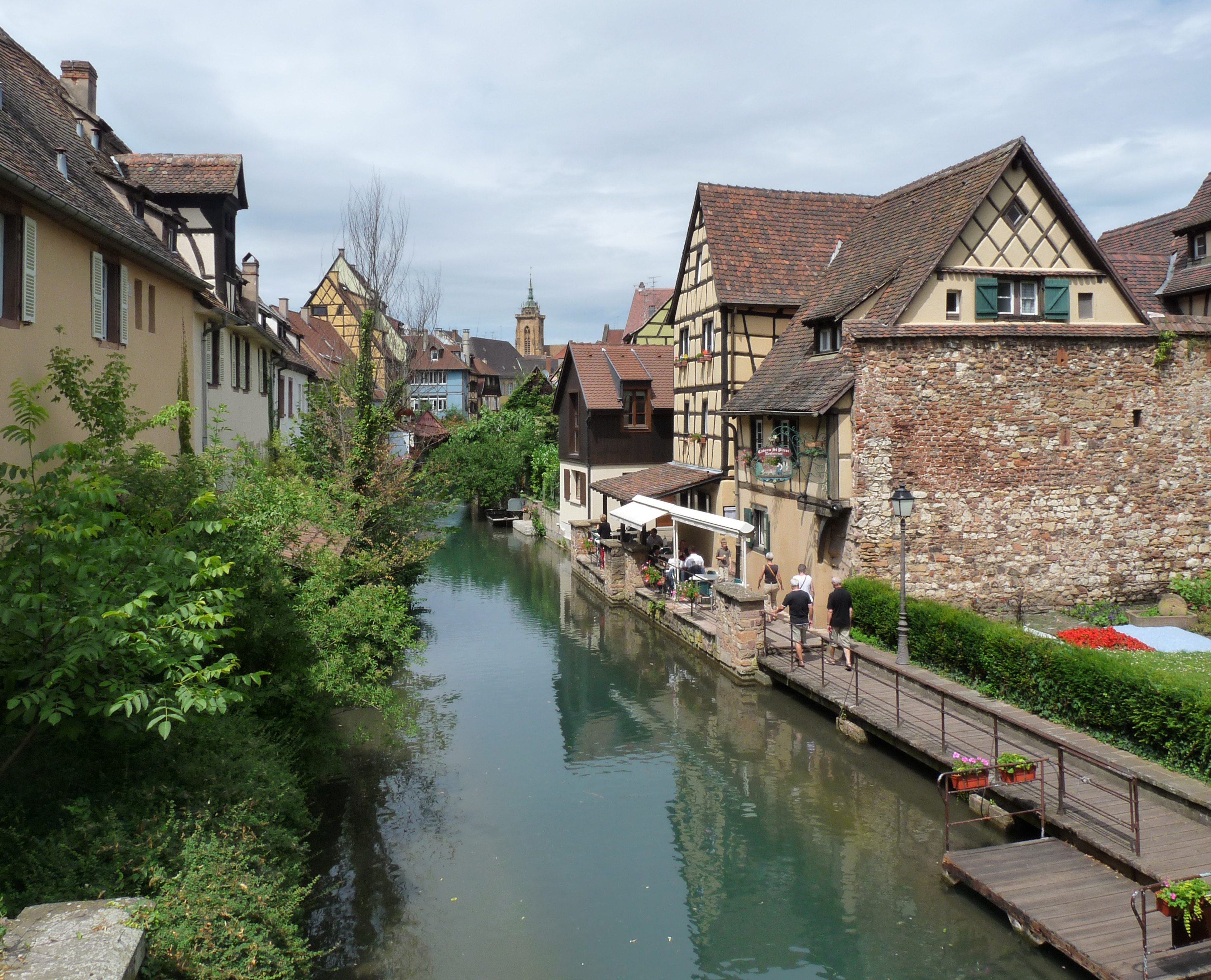
«Маленькая Венеция»

Кольмар — живописный эльзасский город, с прекрасно сохранившимися старыми кварталами, включающими обширную средневековую часть. В городе множество зданий, построенных в Средневековье и в эпоху Возрождения, таких как Головодом или Дом голов (Kopfhaus, Maison des Têtes), покрытый изваяниями более 100 «голов», Дом Пфистер (Maison Pfister), построенный в 1537, Церковь св. Матфея (Eglise Saint Matthieu), смешивающая романский стиль с ранней готикой (1240), Доминиканский монастырь (XIII век), церковь Сен-Мартен (XIII—XIV вв) и множество других архитектурных достопримечательностей. В городе имеется Музей естественной истории и этнографии.
Несмотря на относительно небольшой размер, город представляет собой своеобразный архитектурный музей под открытым небом, в котором представлены все архитектурные стили — от поздней готики, Возрождения, барокко, рококо, классицизма, ампира, эклектики, стиля модерн, до модернизма и постмодернизма — вне старого города, однако позднесредневековый Кольмар и Кольмар эпохи Возрождения наиболее интересны своей целостностью.
В поисках подходящих пейзажей для аниме «Ходячий замок Хаула» команда аниматоров объездила всю Европу. Эльзасский город Кольмар своими красками и атмосферой произвёл на команду огромное впечатление. Основные зарисовки для фона были навеяны именно его красотами.
Благодаря особому микроклимату (всего 530 мм осадков в год), Кольмар считается самым сухим городом Франции. Особый микроклимат Кольмара благотворно влияет на развитие виноделия. По количеству Grands Crus область Кольмара сравнима с Бордо, хотя эльзасские вина региона преимущественно белые. Кольмар также известен игристыми винами — Crémants d’Alsace. Одно из известнейших из них, свидетель старинных связей Франции и России — это Cuvée St Pétersbourg. Кольмар — столица эльзаской кухни, место кулинарных паломничеств.
Кольмар — город фестивалей. Среди наиболее известных международных фестивалей:
- Кольмарский международный фестиваль (Festival International de Colmar), в июле, под художественным руководством Владимира Спивакова.
- Ярмарка вин Эльзаса (Foire aux Vins d’Alsace), в августе, с сотнями винодельческих участников, десятками концертов и почти четвертью миллиона посетителей.
- Джазовый фестиваль (Festival de Jazz) в сентябрe.
- Кольмарский кинофестиваль (Festival de Cinéma) в октябре.

В ноябре — декабре в Кольмаре проводится рождественская ярмарка, входящая в число наиболее популярных рождественских базаров во Франции и привлекающая ежегодно около 1,5 млн посетителей.

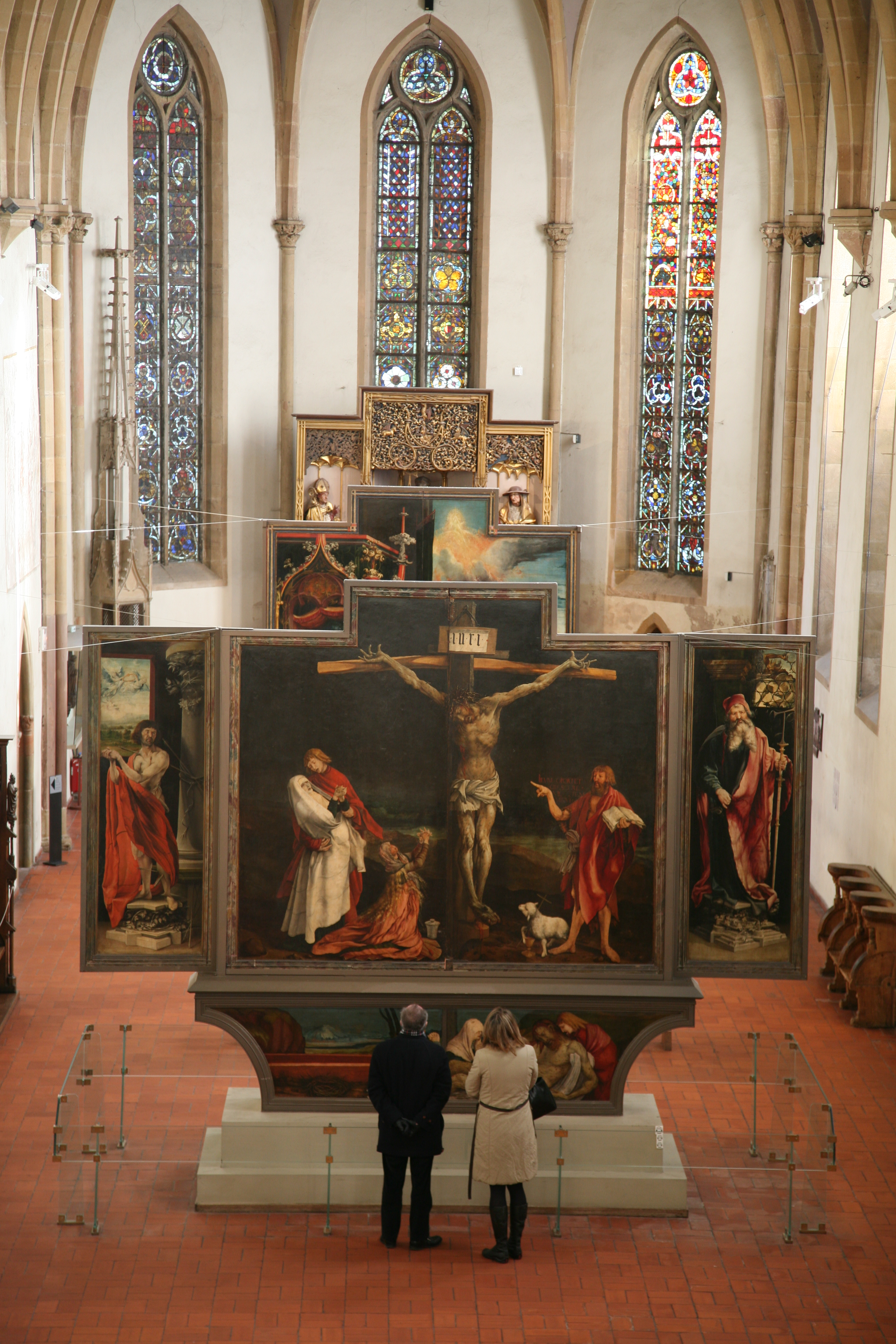
Изенгеймский алтарь в музее Унтерлинден

В Кольмаре 5 музеев (среди них Музей Унтерлинден), центр современного искусства, 3 театра, 2 кинотеатра, зал новой музыки Le Grillen, 4 библиотеки (в том числе для средневековых книг и рукописей) и выставочный комплекс.
В Кольмаре есть аэродром Colmar-Houssen (CMR/LFGA), используемый частной (деловой) и спортивной авиацией. Два ближайших международных коммерческих аэропорта, Евроаэропорт Базель-Мюлуз-Фрайбург (Bâle-Mulhouse) и Страсбург-Энцхайм (Strasbourg-Entzheim), находятся в 45 минутах езды от центра Кольмара. Вокзал и железнодорожные пути поддерживают скоростные поезда (trains à grande vitesse).

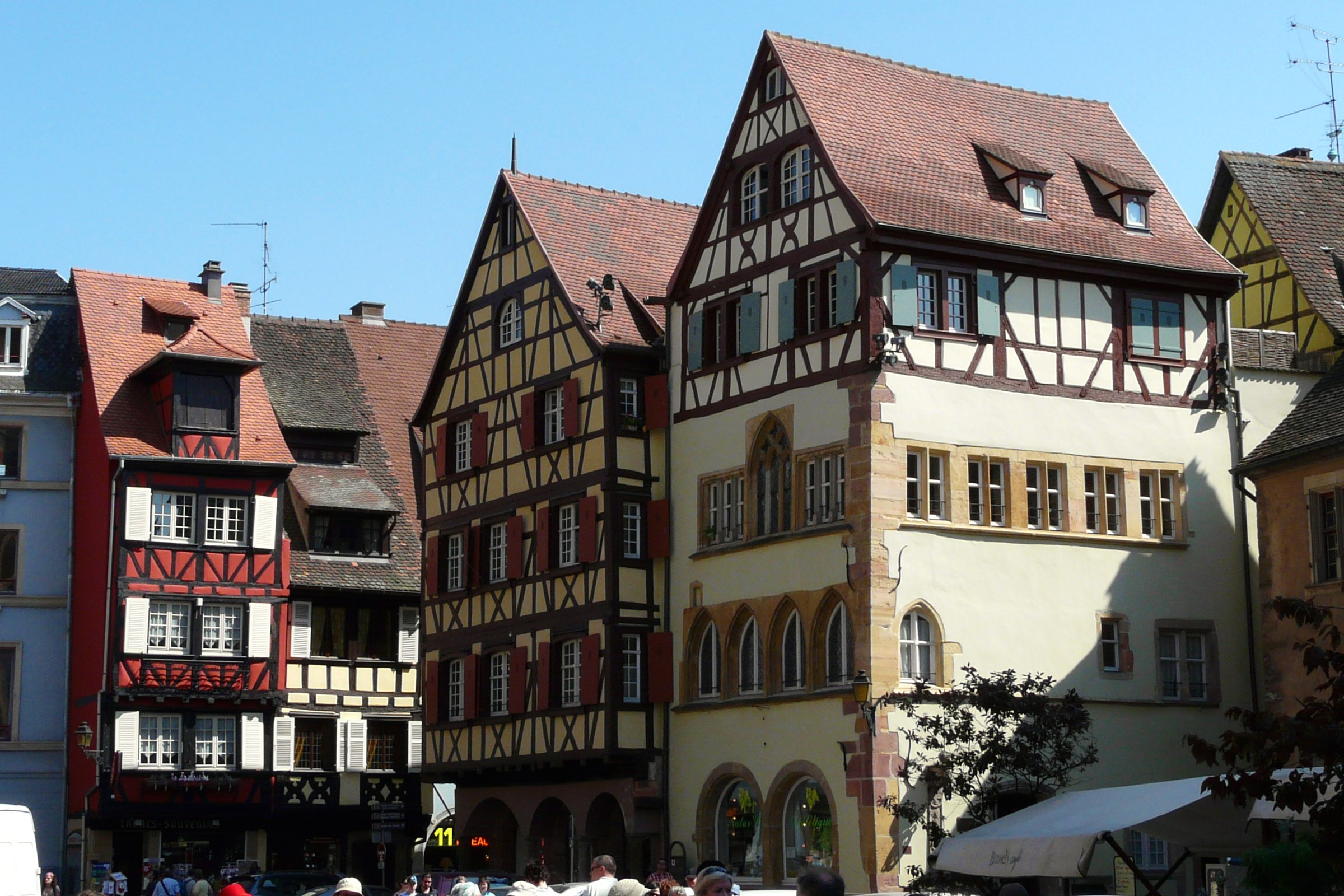
Соборная площадь
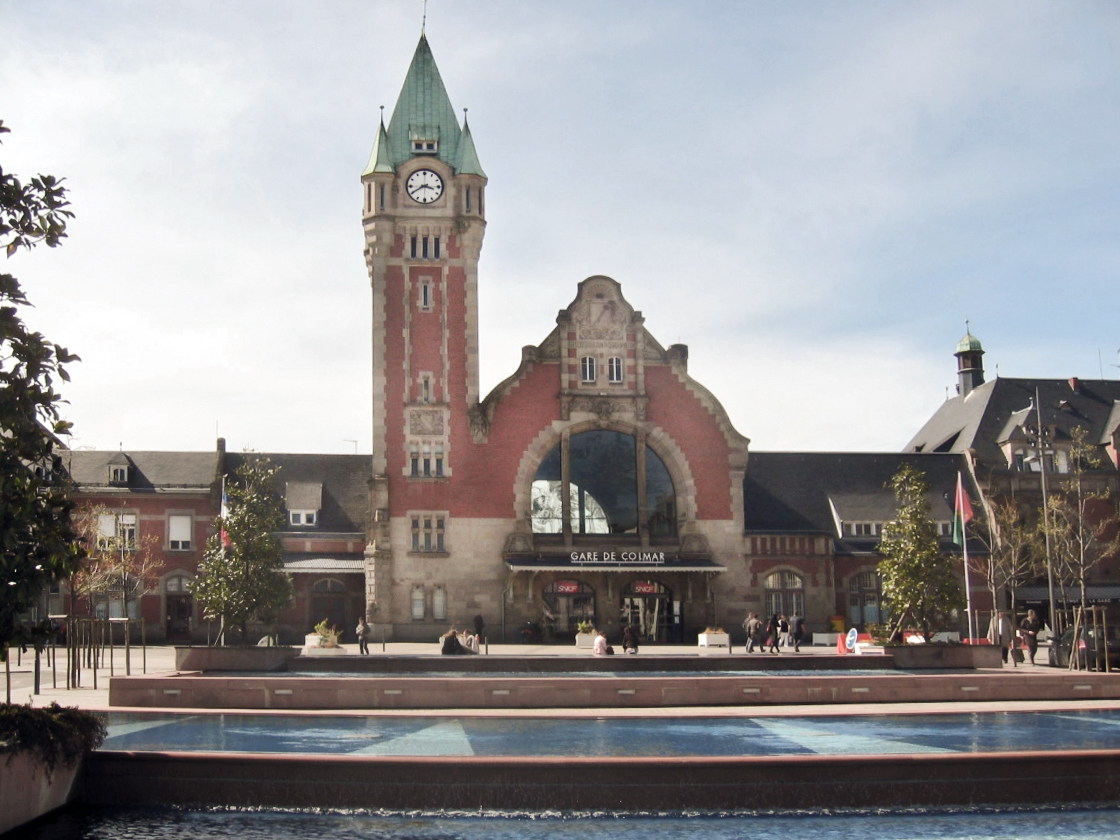
Здание вокзала
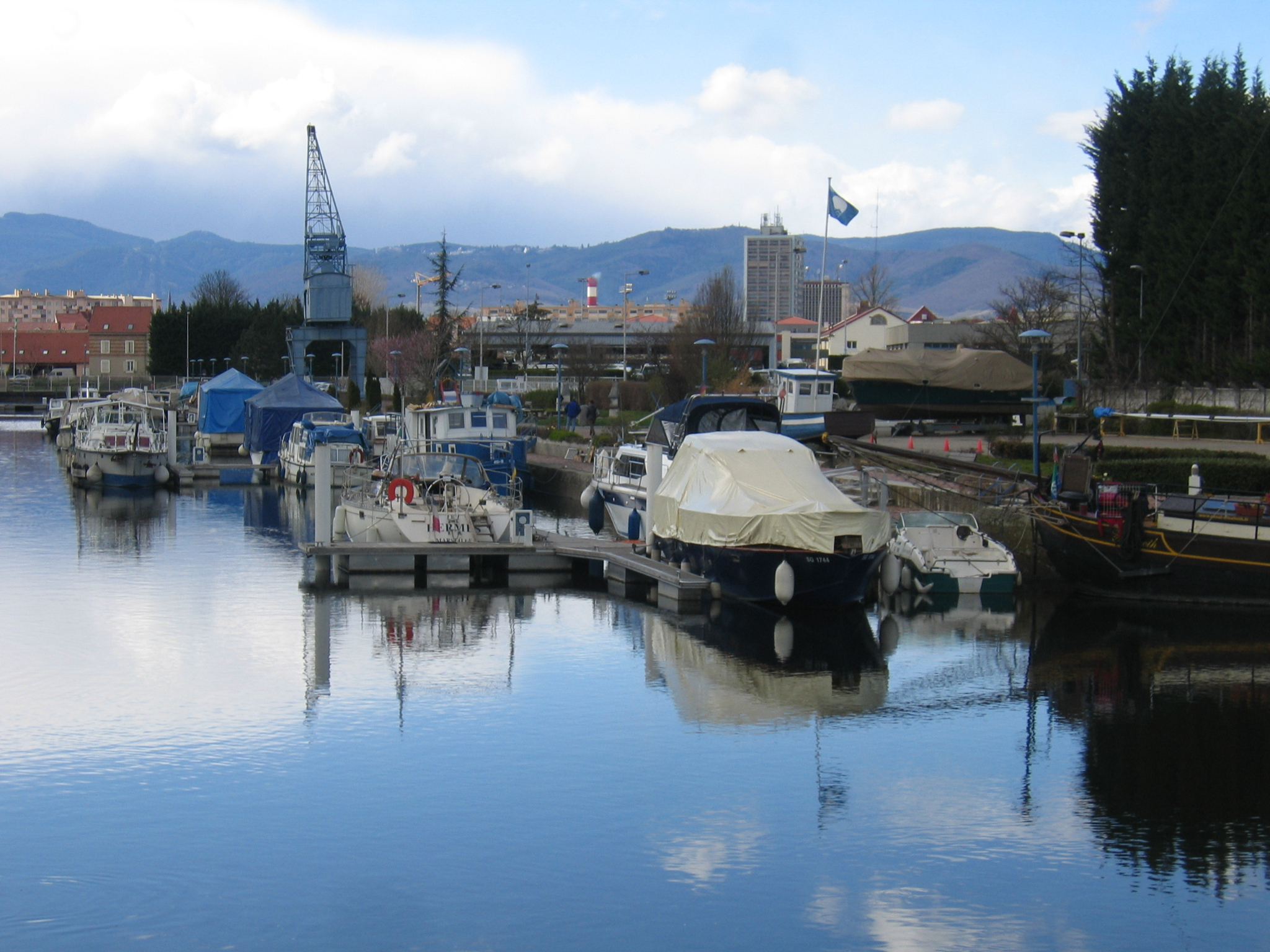
Порт